# Bridgewhist
Bridgewhist är ett kortspel som utgör en länk i utvecklingskedjan från whist till kontraktsbridge, med auktionsbridge som närmsta efterföljare. Spelet kunde under sin storhetstid även gå under benämningen bridge. 
Det som främst skiljer bridgewhist från whist är att trumffärgen inte avgörs av lekens sista kort utan i stället bestäms av given. Given har också möjlighet att bjuda sang (spel utan trumf). En annan skillnad är att givens partners kort efter första utspelet läggs upp på bordet, varefter given hanterar både sina egna kort och partnerns.